# 稲荷台
稲荷台（いなりだい）は、東京都板橋区の町名。丁番の設定がない単独町名である。住居表示実施済み。

## 地理
板橋区の東部に位置する。北で清水町、東で北区上十条、南西で加賀、南で仲宿、西で本町、に隣接する。南辺を石神井川が流れ、北辺に東京都道318号環状七号線（環七通り）が通じている。町域内は主に住宅地で、公立・私立学校が立地する。

### 河川
- 稲付川（暗渠） - 稲荷台側は埋め立てられ、わずかに溝が見られる程度である。昭和30年代初め頃までは石神井川に注いでいた。御成橋（徳川家将軍の鷹狩りの入口の橋に由来するといわれる）・姥ヶ橋が架けられていた。[要出典]

### 地価
住宅地の地価は、2025年（令和7年）1月1日の公示地価によれば、稲荷台3-2の地点で49万2000円//m2となっている。

## 歴史
- 1871年（明治4年）11月14日 - 当該エリアが浦和県（現埼玉県）から東京府に編入。
- 1889年（明治22年） - 板橋町の一部となる。
- 1932年（昭和7年） - 板橋区の一部となる。
- 1970年（昭和45年） - 住居表示が実施された。

### 地名の由来
加賀小学校脇の稲荷台児童遊園(俗称日暮里山公園、稲荷台公園)から稲荷が出てきたことによるとされる。その稲荷は現在双葉町の根村氷川神社に移されていて、秋祭りの際に稲荷台に戻される。
日暮里山は「にいぼりやま」で太田道灌の家臣日暮里氏の居城があったことに由来する。埋め立て以前の稲付用水を日暮里山に向けて渡る橋がかつてあり「にいぼりばし」と呼ばれた。

### 遺跡
- 稲荷台遺跡：縄文時代早期の縄文土器として知られる「稲荷台式土器」が検出された標式遺跡の「稲荷台遺跡」が、加賀小学校とその周辺の地下に分布する[8]。板橋区登録文化財（史跡）に登録され[9]、小学校前に記念碑が建てられている。
- トロッコ道跡：加賀中学校から環七通りまで直線に伸びた道路を、古くはトロッコ道と呼んだ。旧陸軍王子・赤羽兵器廠内のトロッコが実際に走っていた。

## 世帯数と人口
2025年（令和7年）3月1日現在（板橋区発表）の世帯数と人口は以下の通りである。
- 世帯数 : 1,436世帯
- 人口 : 2,662人

### 人口の変遷
国勢調査による人口の推移。
| 年                 | 人口  |
| ------------------ | ----- |
| 1995年（平成7年）  | 3,094 |
| 2000年（平成12年） | 3,360 |
| 2005年（平成17年） | 3,075 |
| 2010年（平成22年） | 2,968 |
| 2015年（平成27年） | 2,954 |
| 2020年（令和2年）  | 2,890 |

### 世帯数の変遷
国勢調査による世帯数の推移。
| 年                 | 世帯数 |
| ------------------ | ------ |
| 1995年（平成7年）  | 1,315  |
| 2000年（平成12年） | 1,400  |
| 2005年（平成17年） | 1,349  |
| 2010年（平成22年） | 1,379  |
| 2015年（平成27年） | 1,467  |
| 2020年（令和2年）  | 1,446  |

## 学区
区立小・中学校に通う場合、学区は以下の通りとなる（2021年8月時点）。
- 区域 : 全域
  - 小学校 : 板橋区立加賀小学校
  - 中学校 : 板橋区立加賀中学校

## 事業所
2021年（令和3年）現在の経済センサス調査による事業所数と従業員数は以下の通りである。
- 事業所数 : 49事業所
- 従業員数 : 440人

### 事業者数の変遷
経済センサスによる事業所数の推移。
| 年                 | 事業者数 |
| ------------------ | -------- |
| 2016年（平成28年） | 50       |
| 2021年（令和3年）  | 49       |

### 従業員数の変遷
経済センサスによる従業員数の推移。
| 年                 | 従業員数 |
| ------------------ | -------- |
| 2016年（平成28年） | 464      |
| 2021年（令和3年）  | 440      |

## 交通

### 鉄道
町域内に駅は設置されていないが、以下の路線・駅が利用可能である。
- 東京都交通局
  - 都営地下鉄三田線：板橋本町駅（本町および大和町）
- 東日本旅客鉄道（JR東日本）
  - 埼京線（赤羽線）：十条駅（北区上十条一丁目および二丁目）

### バス
- 国際興業バス・関東バス（共同運行）
  - 稲荷台・姥ヶ橋：赤31　赤羽駅東口行き・高円寺駅北口行き
- 都営バス
  - 稲荷台・姥ヶ橋：王78　王子駅行き・高円寺陸橋経由　新宿駅西口行き
- 国際興業バス
  - 稲荷台：王54　王子駅行き・上板橋駅行き
  - 姥ヶ橋：王54　王子駅行き・上板橋駅行き、赤50　赤羽駅西口行き・十条駅経由王子駅行き

### 道路
- 東京都道318号環状七号線（環七通り）

## 施設
- 帝京中学校・高等学校 - 現帝京敷地は1957年（昭和32年）から旧国鉄従業員住居（南面平行配置の国鉄十条アパートA棟～L棟、管理棟、給水塔）。旧国鉄アパートの一部（M棟～P棟、および集会・購買施設、テニスコート）の敷地は、帝京学園に引き渡されず、取り壊され、JRアパートとして新築し、旧テニスコートの一部と御成橋派出所跡地は、板橋区立のおなりばし緑地となっている。
- 板橋区立加賀小学校 - 稲荷台小学校が、廃校となった板橋第三小学校と統合し、現在の名前となった。
- 御成橋（北側）
- 稲荷台児童遊園（日暮里山公園：町域の夏祭りが行われる）
- 稲荷台第二児童遊園（トロッコ遺跡の一部）
- 稲荷台おなりばし緑地
- 板橋警察署御成橋派出所（稲荷台おなりばし緑地整備に伴い、旧中山道の板橋警察署板橋本町交番として移転）

## その他

### 日本郵便
- 郵便番号 : 173-0002[3]（集配局 : 板橋郵便局[19]）。